# Geneviève Robida
Pour les articles homonymes, voir Robida.
Geneviève Robida, née le 6 juin 1918 à Limoges (Haute-Vienne) et morte le 24 juillet 2018 à Charleville-Mézières (Ardennes), est une professeure agrégée d'anglais, inspectrice d'académie et figure du protestantisme ardennais. Elle est la première femme nommée inspectrice d'académie en France en 1966. Elle a créé dans sa paroisse une section de la Fédération française des éclaireuses,,.

## Biographie

### Première inspectrice d'académie
Fille du dessinateur Albert Robida[réf. nécessaire] (1848-1926), Geneviève Robida est bachelière en 1937 et poursuit des études d’anglais ; elle passe l’oral du certificat d’anglais le 17 juin 1940 à Clermont-Ferrand, juste avant la suppression des examens du fait de la guerre.
Professeur agrégée d'anglais, elle est nommée en 1948 au lycée Sévigné de Charleville-Mézières, anciennement lycée de jeunes filles créé en 1882. En 1956, elle devient censeur au lycée de Lons-le-Saunier dans le Jura puis prend la direction du lycée Sévigné de Charleville en 1957, poste qu'elle occupe jusqu'en 1966,.
A cette date, elle est nommée inspecteur d'académie des Ardennes. Cette nomination intervient alors que le recteur d’académie cherche une personne pour assurer l’intérim de l’inspection d’académie. Seule parmi les personnels de direction des Ardennes à être titulaire de l’agrégation, elle est nommée par le recteur, et devient la première femme inspectrice d'académie en France. Elle rencontre des difficultés à faire accepter cette mission, et défend l'usage du terme « inspectrice » plutôt qu'« inspecteur »,.

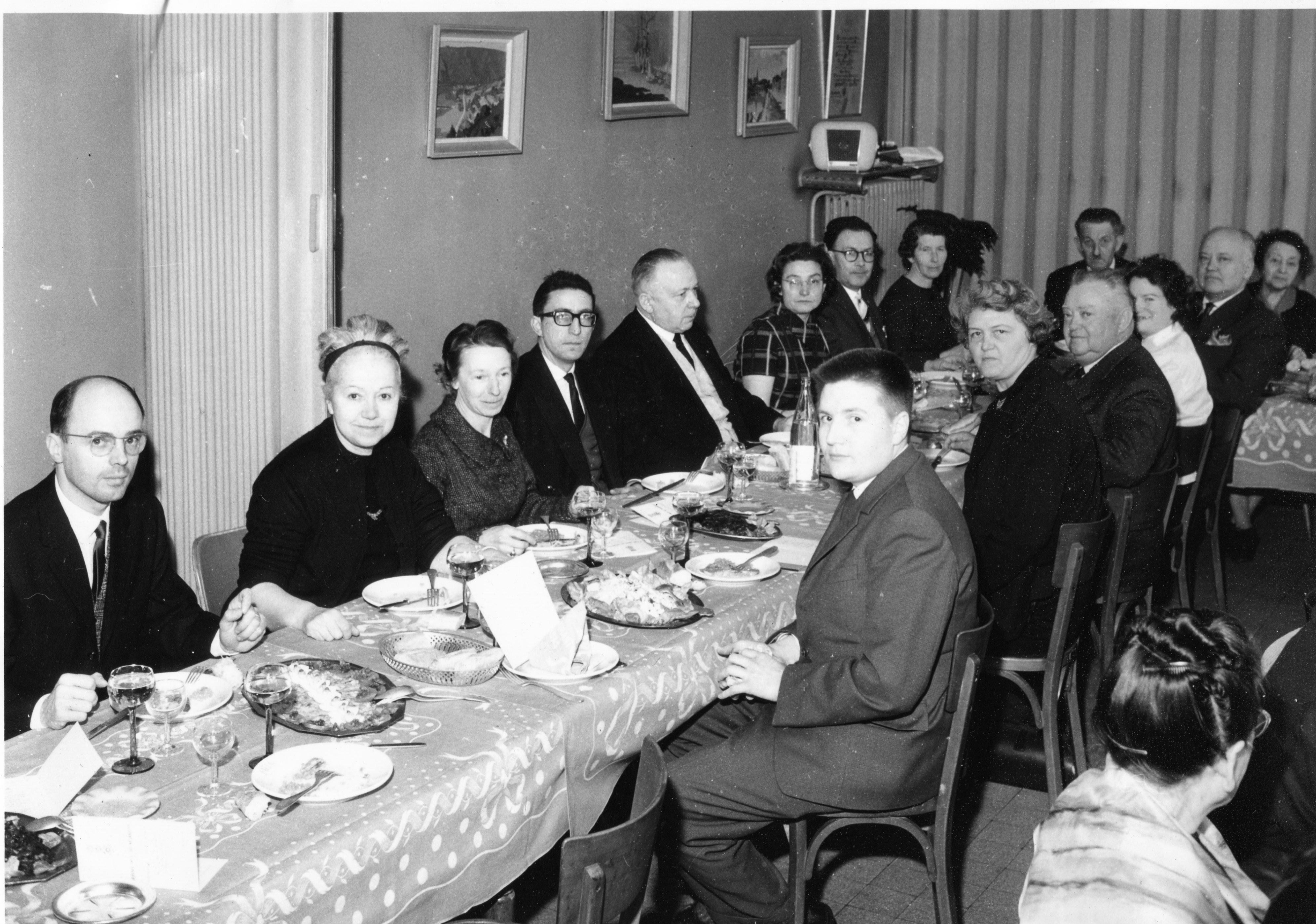
Repas au restaurant Hardas, rue des Forges-Saint-Charles à Charleville le 7 mars 1965, à la suite de la remise de la croix de Chevalier de la Légion d’honneur à Adrien Bestel, le 20 février 1965. A droite : Henri Bouzeret, Geneviève Robida, M. Bouzeret père, Madame R. Bourguignon, R. Bourguignon, Madame Adrien Bestel.

Elle contribue dans cette fonction au succès de la revue naturaliste La Hulotte, créée par Pierre Déom, en commandant 1 000 exemplaires pour les écoles du département en 1972, année de son lancement.
Elle est inspectrice d'académie des Ardennes pendant huit ans, puis de l'Aisne à partir de 1974. Elle prend sa retraite en 1978.

### Engagement dans l'Église réformée
En parallèle de sa carrière professionnelle, Geneviève Robida est très engagée au sein de l’église réformée de Charleville-Mézières, notamment comme monitrice pour l’école du dimanche. Elle s'investit également dans le scoutisme unioniste en fondant également un groupe de « Petites ailes », une des branches de la Fédération française des éclaireuses, au sein de la paroisse dès son arrivée en 1947. Elle est également prédicatrice laïque et conseillère presbytérale. À ce titre, elle participe à divers synodes régionaux.
Elle était aussi membre du conseil d'administration de la Société d'histoire naturelle des Ardennes, dans les années 1980,.

## Hommages et distinctions
Elle a reçu les distinctions suivantes : chevalier de l'ordre national de la Légion d’honneur en 1972, inspectrice d'académie honoraire, commandeur dans l'ordre des Palmes académiques, Ordre national du mérite en 1967.
Pour son centenaire le 6 juin 2018, une cérémonie officielle est organisée dans sa résidence en présence, entre autres, du maire de Charleville-Mézières et de la rectrice de l’académie de Reims.
Ses archives personnelles ont été remises aux archives départementales des Ardennes.

## Publications
- Familles Salleron et alliées Baillage de Vitry le François, Geneviève Robida, 1997, 100 p.
- Les Protestants de Sancerre, Geneviève Robida, 2000, 190 p.